# Милка Манева
Милка Манева е българска състезателка по вдигане на тежести.
Многократно представя страната на международни състезания, като 2 пъти се класира на олимпийски игри – в Пекин през 2008 година и в Лондон през 2012 година. На игрите в Пекин не взима участие, поради допинг скандала, който изключва целия български отбор от игрите. Два месеца преди игрите Милка е сред състезателите, които дават положителна проба за забранен стероид и получава 4-годишно наказание. На игрите в Лондон през 2012 година Манева завършва пета в категория до 63 килограма.
На 27 октомври 2016 г. МОК потвърждава наказанието за употреба на забранени вещества в тази категория на 3 спортистки - заелите първо, второ и четвърто място, което означава, че Манева получава сребърен медал в тази дисциплина.